# 우봉 박씨
우봉 박씨(牛峰朴氏)는 황해북도 금천군을 본관으로 하는 한국의 성씨이다.
시조는 박후림(朴厚林)이라는 인물로 신라 파사왕의 후손이다.

## 참고 자료
- “우봉박씨(牛峰朴氏)”. 뿌리를 찾아서.[깨진 링크(과거 내용 찾기)]